# Agalychnis
Agalychnis – rodzaj płazów bezogonowych z podrodziny Phyllomedusinae w rodzinie rzekotkowatych (Hylidae).

## Zasięg występowania
Rodzaj obejmuje gatunki występujące na nizinach pacyficznego Meksyku od południowej Sonory na południe, włącznie z terenami od Rowu Balsas do stanu Meksyk, do przesmyku Tehuantepec; w tropikalnych regionach południowego Meksyku, Ameryki Centralnej, na nizinach pacyficznej Kolumbii i w północno-zachodnim Ekwadorze; w górnym dorzeczu Amazonki i w dolnych regionach stoków Andów w Kolumbii, Wenezueli i północno-wschodnim Peru, prawdopodobnie też we wschodnim Ekwadorze.

## Systematyka

### Etymologia
- Agalychnis: gr. intensywny przedrostek αγα- aga-[5]; λυχνις lukhnis, λυχνιδος lukhnidos „rubin”[6].
- Pachymedusa: gr. παχυς pakhus „wielki, gruby”; Meduza (gr. Μεδουσα Medousa, łac. Medusa), w mitologii greckiej najmłodsza z trzech Gorgon (w odniesieniu do Phyllomedusa)[3]. Gatunek typowy: Phyllomedusa dacnicolor Cope, 1864.

### Podział systematyczny
Do rodzaju należą następujące gatunki:
- Agalychnis annae (Duellman, 1963)
- Agalychnis buckleyi (Boulenger, 1882)
- Agalychnis callidryas (Cope, 1862) – chwytnica kolorowa[7]
- Agalychnis dacnicolor (Cope, 1864)
- Agalychnis danieli (Ruiz-Carranza, Hernández-Camacho & Rueda-Almonacid, 1988)
- Agalychnis hulli (Duellman & Mendelson, 1995)
- Agalychnis lemur (Boulenger, 1882) – chwytnica lemurowata[8]
- Agalychnis medinae (Funkhouser, 1962)
- Agalychnis moreletii (A.M.C. Duméril, 1853)
- Agalychnis psilopygion (Cannatella, 1980)
- Agalychnis saltator Taylor, 1955
- Agalychnis spurrelli Boulenger, 1913
- Agalychnis taylori Funkhouser, 1957
- Agalychnis terranova Rivera-Correa, Duarte-Cubides, Rueda-Almonacid & Daza-R., 2013